# 애니메이션 뮤직 비디오

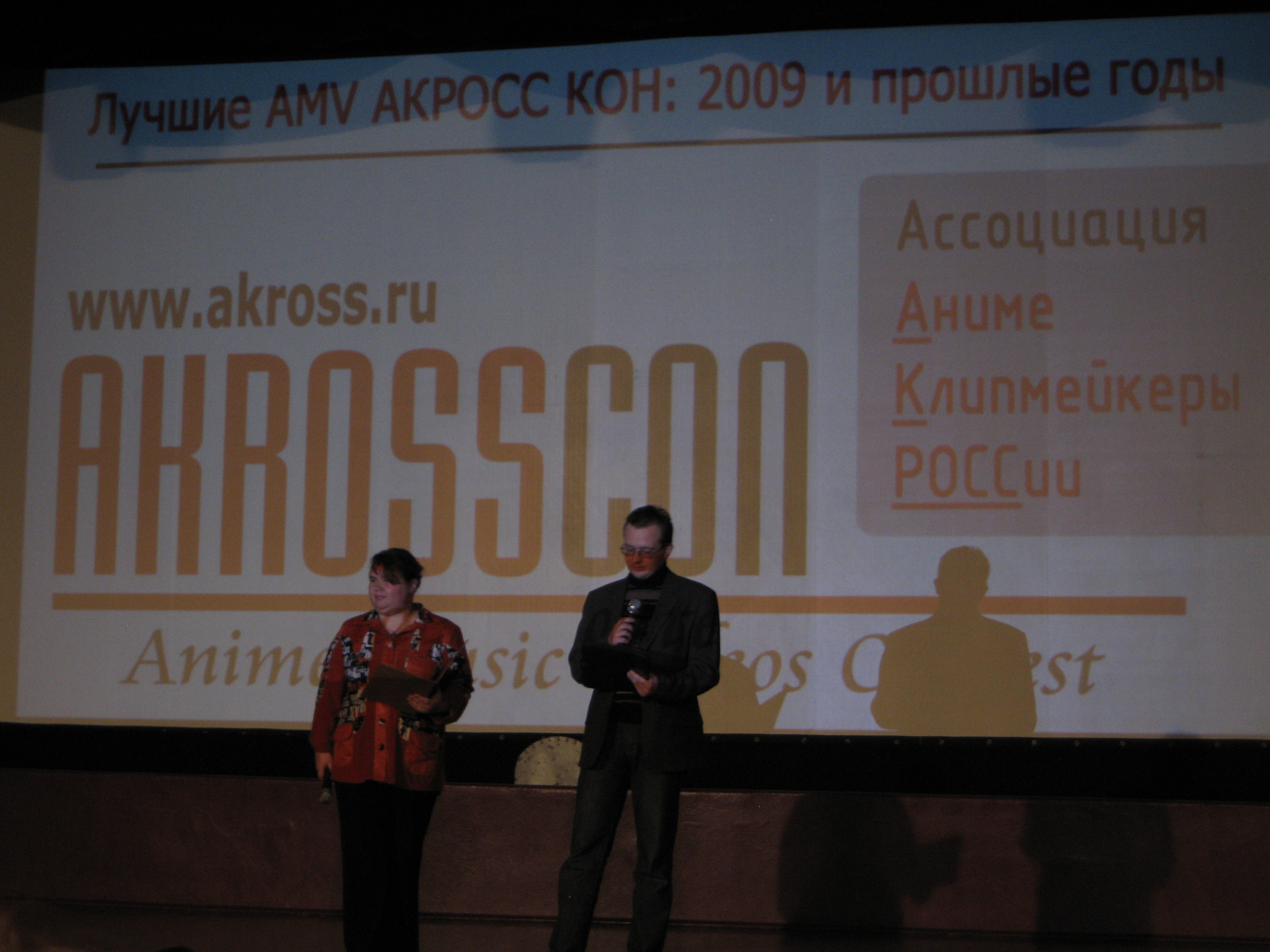

애니메이션 뮤직 비디오(Anime Music Video)란, 일본의 애니메이션 영상을 합성 편집한 뮤직 비디오를 일컫는다. 대부분의 경우 AMV라 부른다.
AMV는 메이커와 대리점에 의해서 공식으로 발매된 것이 아닌, 애니메이션 팬 활동의 일환으로 제작되어 애니메이션 컨벤션과 애니메이션 클럽에서 상영되는 것이다. 최근에는, 인터넷에 배포되기도 한다. AMV를 제작, 감상하는 사람들은 주로 일본외 해외 애니메이션 팬들이다. 일본에서는 오히려, 이러한 언더그라운드 활동을 매드무비란 이름으로 알려져 있다. 소수정도 일본인 AMV 제작가도 AnimeMusicVideo.org에서 활동하고 있다. 영상과 음악을 허락을 받지 않고 사용해서 유튜브등 사회적으로 알려져 있는 배포 사이트에 AMV가 게재되면, 법적인 문제 때문에 메이커가 적극적인 삭제 의뢰를 사이트 측에 제출하고 있다.
AMV의 세계 최대 커뮤니티 사이트인 AnimeMusicVideo.org은 등록 유저가 563,266 명, 등록 비디오 수는 약 10만 본 및 작품 평론을 포함 데이터베이스가 있으며, 활발한 정보 교환이 이뤄지고 있다. (2006년 7월 기준) YouTube의 보급에 의해 AnimeMusicVideo.org에 참가하지 않는 쪽도 증가하고 있다.

## 같이 보기
- 비딩